# Copestylum azurinum
Copestylum azurinum är en tvåvingeart som först beskrevs av Hull 1941.  Copestylum azurinum ingår i släktet Copestylum och familjen blomflugor. Inga underarter finns listade i Catalogue of Life.